# Хеппі Піпл (фільм)
Happy People інші варіанти написання назви: HAPPYPEOPLE, Хеппі Піпл, та Геппі Піпл (рос. Хеппи Пипл) — фільм російського кінорежисера Олександра Шапіро. Прем'єра фільму відбулася на початку 2006 року під час позаконкурсного показу  "International Forum of New Cinema" у рамках кінофестивалю Берлінале.

## Сюжет
Фільм розповідає історію забезпечених «мажорних» друзів, які стикаються з проблемою «кризи розваг». Нічого в житті не радує. Криза очевидна, і друзі домовляються про наступне (правила торкаються тільки їх двох): раз на тиждень (середа) один одному ставить завдання, яке інший повинен виконати, яким би дивним, безглуздим, жорстоким або «нездійсненним» поставлене завдання не було. Наступного тижня ролі міняються.
Єдине обмеження договору в тому, щоб завдання не несло в собі явної небезпеки для життя і не мало кримінальних наслідків (хоча через деякий час відмітають і це обмеження). Тиждень за тижнем міняється світ навколо і усередині героїв. Замість простої «мажорної» розваги друзі стикаються з фантастичним атракціоном, що розгортається. В душі героїв вливається радість життя. Драма закінчується фантастичним «хеппі ендом», створюючи на шляху до нього «паралельні світи» і розкриваючи приховані можливості людини окремо і людських відносин в цілому.

## Актори
- Федір Бондарчук
- Віталій Лінецький — Саша Бамбізо
- Катерина Виноградова
- Костянтин Забайкальський — Герман
- Олексій Горбунов
- Олександр Баширов
- EL Кравчук
- Світлана Вольнова
- Георгій Дрозд
- Масим Коновалов
- Остап Ступка

## Участь у фестивалях
У 2006 році стрічка Happy People брала участь у позаконкурсному показі "International Forum of New Cinema" у рамках кінофестивалю Берлінале .